# Урбаньский, Кацпер
Ка́цпер У́рбаньский (пол. Kacper Urbański; родился 7 сентября 2004) — польский футболист, полузащитник итальянского клуба «Болонья» и сборной Польши. Выступает на правах аренды за клуб «Монца». Участник чемпионата Европы 2024.

## Клубная карьера
Уроженец Гданьска, с 2016 года выступал за футбольную академию местной «Лехии». 21 декабря 2019 года дебютировал в основном составе «Лехии» в матче высшей лиги чемпионата Польши против «Ракува». Он стал вторым в списке самых юных игроков в истории высшего польского дивизиона (на момент дебюта ему было 15 лет и 105 дней) после Януша Срока, который вышел на поле 23 ноября 1969 года в возрасте 15 лет и 57 дней. 14 февраля 2020 года Урбаньский сыграл в матче против «Пяста», став самым молодым игроком в истории, выходившим в стартовом составе в матче чемпионата Польши.
1 февраля 2021 года перешёл в итальянский клуб «Болонья». 13 мая 2021 года дебютировал в основном составе «Болоньи» в матче итальянской Серии A против «Дженоа». Стал самым молодым поляком в истории, сыгравшим в итальянской Серии A.

## Карьера в сборной
Выступал за сборные Польши до 16, до 18, до 19, до 20 лет и до 21 года.